# アルフレッド・スローン

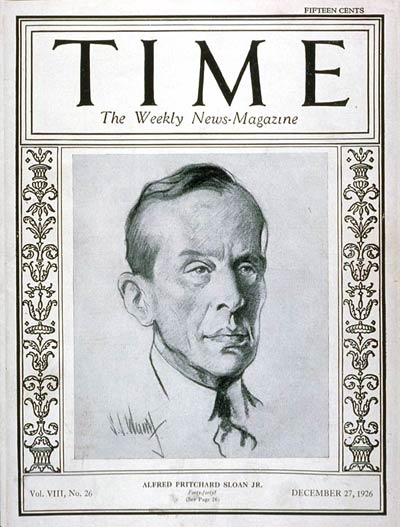
アルフレッド・P・スローン（タイム誌、1926年12月27日号）

アルフレッド・プリチャード・スローン・ジュニア（英: Alfred Pritchard Sloan Jr. 1875年5月23日 - 1966年2月17日）は、ゼネラルモーターズ（GM）で長年社長を務め、ゼネラルモーターズを全米のみならず世界最大級の製造業企業へと成長させた人物。社会貢献にも熱心であった。

## 生涯
スローンはアメリカ合衆国のコネチカット州ニューヘイブンで生まれ、電気工学を学びマサチューセッツ工科大学（MIT）を1892年に卒業した。
彼は1899年にニードルベアリング・ボールベアリングを製造するハイアット・ローラー・ベアリング社（Hyatt Roller Bearing）の社長となった。20世紀初頭にはフォード・モーターも短期間ハイアット社のベアリングを使用していた。1916年、ハイアット社はユナイテッド・モーターズ社（United Motors Corporation）と合併し、さらに最終的にGMの一部となった。スローンは同社副社長になり、1923年には社長、1937年には取締役会会長となっている。

### スローンの経営手法
スローンは、大量生産方式の洗練、利益率を上げる会計手法の導入、モデルチェンジなどのマーケティング手法の導入などによりGMを拡大させ、他社の経営にも大きな影響を与えた。
スローン当時のGMは、投資収益率（return on investment, ROI）などの財政指標を用いて多様な部門を経営したことで知られた。これらの指標は会計担当重役のドナルドソン・ブラウン（Donaldson Brown）によりGMに導入されたが、ブラウンはGM副社長ジョン・J・ラスコブ（John J. Raskob）の支持を受けており、ラスコブ自身もGMの43%を所有するデュポン社のピエール・S・デュポン（Pierre du Pont）によりデュポンからGMに送り込まれていた。こうした会計手法は利益率向上に大きく貢献し、アメリカ企業経営にも大きく影響したが、一方でリーン生産方式の導入の障害となったこと、労働者をコスト削減の協力者と見ずにコストを消費する存在としか見なかったことに対する批判もある。
スローンは、既存車種を毎年モデルチェンジするマーケティング手法を確立した人物でもある。モデルチェンジによって消費者の手許にある車は直ぐ時代遅れになり、買い替え需要を催促し新車が売れ続ける仕組みを作った（計画的陳腐化）。
GMでは、低価格帯から高価格帯に向かってシボレー・ポンティアック・オールズモビル・ビュイック・キャデラックといったブランドの階層が設けられ、商品指向も微妙に変えられており、消費者のあらゆる希望を満たすフルラインナップ体制が整えられた。またGM大衆車のオーナーがより豪華な車種に乗り換えようと思った時も、他の高級車メーカーへ顧客を逃すことなく再度GMのブランドから選んでもらうことができた。
一連の手法は『スローン主義』として経営学のケーススタディで最重要視される一方、バッジエンジニアリングによる類似車種の乱立、陳腐化したコンポーネントの永年にわたる使い回しなどの弊害も産み、スローンの名を取った"Sloaning" が「うんざりする」という意味の形容動詞として批判的に用いられる事さえあった。
1920年代の初め、ライバルで全米一の自動車会社だったフォードはこうしたGM流の手法を拒み、モデルTの単一車種量産と低廉化に固執したため、多様で毎年モデルチェンジする車種を売るGMがフォードを突き放して1930年代には自動車業界の頂点に立ち、以後長年全米一のメーカーとして君臨した。スローンの時期、GMは世界一大規模で世界有数の利益を誇る製造業企業であった。
スローンの時期、全米の路面電車業者は鉄路を廃止し、相次ぎバスに転換した。こうした転換をゼネラルモーターズ、ファイアストン、スタンダード・オイル・オブ・カリフォルニア、マックトラックなど自動車関連企業が売り上げを伸ばすために仕組んだものと考える陰謀論もあった（アメリカ路面電車スキャンダル）。また1930年代には、長年労働組合との敵対を続けていたGMは、新たに組織された組合との抗争に直面した。スローンは表面上は暴力的手段を使わず、組合内部に内通者を送るなどして対抗したが、1936年には大規模な座り込みストライキを起こされている。

### フィランソロピー
1934年にはフィランソロピー（慈善活動）のための非営利組織「アルフレッド・P・スローン財団」を設立した。また1931年には世界最初の大学における経営幹部教育プログラムである「スローン・フェローズ」（スローン研究員）をMITに設立するのを支援している。1952年にはスローン財団は「理想的な経営者」を教育するため、MITの新たな大学院「MITスクール・オブ・インダストリアル・マネジメント」の開設を支援した。このスクールは1957年、スローンの功績を記念し「MITスローン・スクール・オブ・マネジメント」（Sloan School of Management）と改名され、アメリカ屈指のビジネススクールになっている。
1957年にはスタンフォード大学経営大学院（Stanford Graduate School of Business）でもスローン研究員制度の創設を支援し、1976年には経営科学の修士号を得るためのスタンフォード・スローン修士プログラム（Stanford Sloan Master's Program）となった。
古い歴史を持つニューヨークがん病院も、現在はスローン財団およびチャールズ・ケタリング（GMの技術者・重役）の多額の貢献を記念し、メモリアル・スローン＝ケタリングがんセンターという名になっている。1951年にはニューヨーク百年協会（The Hundred Year Association of New York）から、ニューヨークへの傑出した貢献をたたえられ金メダルを贈られた。
スローンは、ロックフェラーセンターの30ロックフェラー・プラザ・ビル（現在のコムキャスト・ビルディング）にオフィスを構えていた。1956年4月2日にGM会長の座を退き、1966年に90歳で死去した。

## 著書
彼の著書「GMとともに」(My Years with General Motors) は、第二次大戦でのGMの戦略描写が大きく欠落している以外はかなり細かくGMの成立から巨大化までを記録しており、経営哲学書としても知られている。